# Puchar Świata w skokach narciarskich 1982/1983
Puchar Świata w skokach narciarskich 1982/1983 – 4. edycja Pucharu Świata mężczyzn w skokach narciarskich, która rozpoczęła się 18 grudnia 1982 w Cortinie d’Ampezzo, a zakończyła 27 marca 1983 w Planicy.

## Zwycięzcy

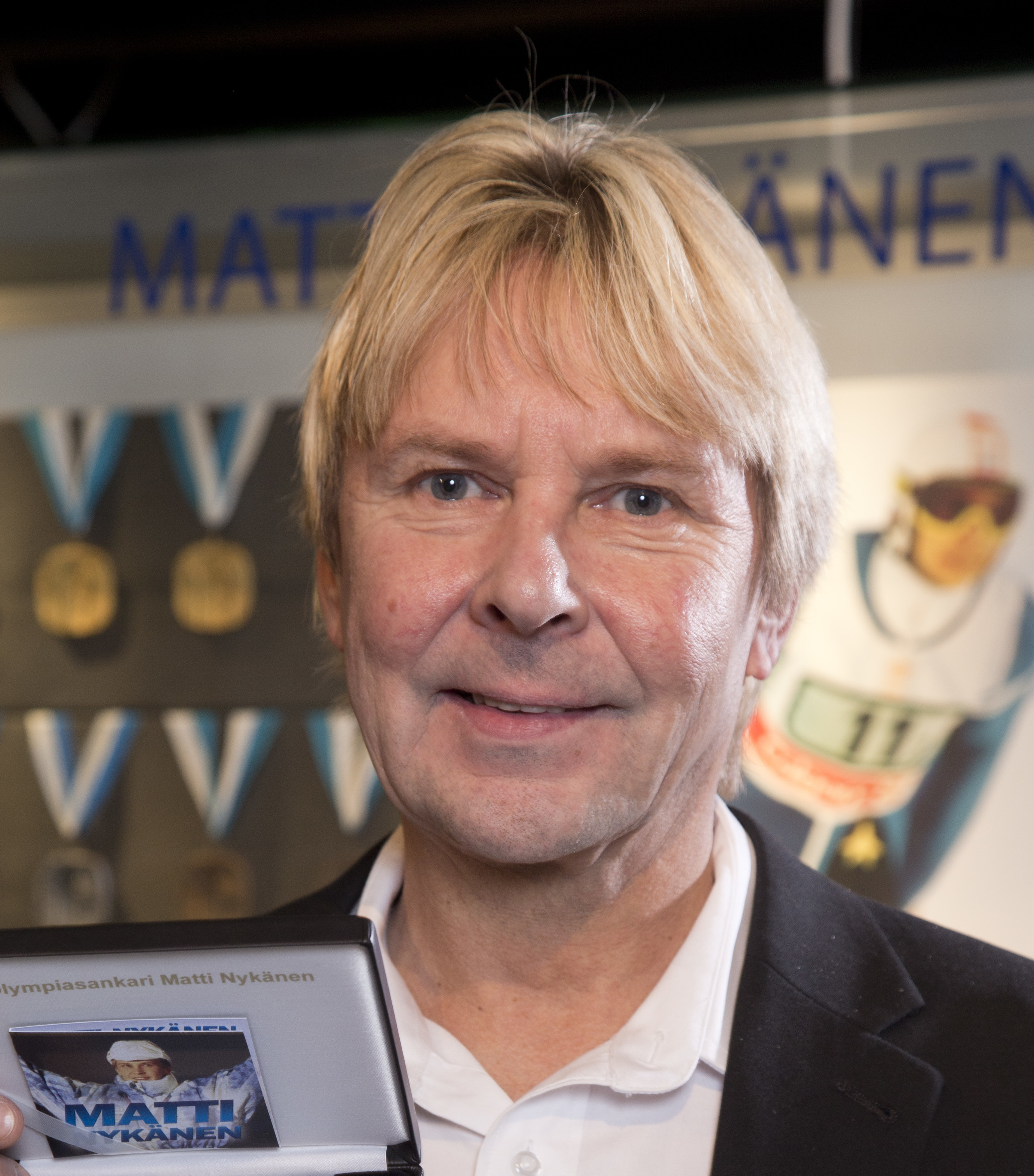
Matti Nykänen zwycięzca klasyfikacji generalnej Pucharu Świata oraz zwycięzca 31. Turnieju Czterech Skoczni
Reprezentacja Norwegii zwycięzca klasyfikacji generalnej Pucharu Narodów

## Kalendarz i wyniki
| Lp                                                                          | Data                                                                  | Miejscowość                                                           | Punkt K                                                               | Uwagi                                                                 | 1. miejsce     | 2. miejsce              | 3. miejsce        |
| --------------------------------------------------------------------------- | --------------------------------------------------------------------- | --------------------------------------------------------------------- | --------------------------------------------------------------------- | --------------------------------------------------------------------- | -------------- | ----------------------- | ----------------- |
| 1.                                                                          | 18 grudnia 1982                                                       | Cortina d’Ampezzo                                                     | K-92                                                                  | [ a ]                                                                 | Matti Nykänen  | Olav Hansson            | Per Bergerud      |
| 2.                                                                          | 30 grudnia 1982                                                       | Oberstdorf                                                            | K-110                                                                 | TCS                                                                   | Horst Bulau    | Matti Nykänen           | Armin Kogler      |
| 3.                                                                          | 1 stycznia 1983                                                       | Garmisch-Partenkirchen                                                | K-102                                                                 | TCS                                                                   | Armin Kogler   | Steinar Bråten          | Jens Weißflog     |
| 4.                                                                          | 4 stycznia 1983                                                       | Innsbruck                                                             | K-104                                                                 | TCS                                                                   | Matti Nykänen  | Jens Weißflog           | Horst Bulau       |
| 5.                                                                          | 6 stycznia 1983                                                       | Bischofshofen                                                         | K-109                                                                 | TCS                                                                   | Jens Weißflog  | Olav Hansson            | Richard Schallert |
| 31. Turniej Czterech Skoczni – klasyfikacja końcowa                         | 31. Turniej Czterech Skoczni – klasyfikacja końcowa                   | 31. Turniej Czterech Skoczni – klasyfikacja końcowa                   | 31. Turniej Czterech Skoczni – klasyfikacja końcowa                   | 31. Turniej Czterech Skoczni – klasyfikacja końcowa                   | Matti Nykänen  | Jens Weißflog           | Horst Bulau       |
| 6.                                                                          | 8 stycznia 1983                                                       | Liberec                                                               | K-120                                                                 | TCz                                                                   | Holger Freitag | Markku Pusenius         | Klaus Ostwald     |
| 7.                                                                          | 9 stycznia 1983                                                       | Liberec                                                               | K-120                                                                 | TCz                                                                   | Pavel Ploc     | Klaus Ostwald           | Markku Pusenius   |
| 20. Turniej Czeski – klasyfikacja końcowa                                   | 20. Turniej Czeski – klasyfikacja końcowa                             | 20. Turniej Czeski – klasyfikacja końcowa                             | 20. Turniej Czeski – klasyfikacja końcowa                             | 20. Turniej Czeski – klasyfikacja końcowa                             | Klaus Ostwald  | Markku Pusenius         | Pavel Ploc        |
| 8.                                                                          | 15 stycznia 1983                                                      | Lake Placid                                                           | K-114                                                                 | [ a ]                                                                 | Matti Nykänen  | Armin Kogler            | Jeff Hastings     |
| 9.                                                                          | 16 stycznia 1983                                                      | Lake Placid                                                           | K-114                                                                 | –                                                                     | Matti Nykänen  | Armin Kogler            | Steinar Bråten    |
| 10.                                                                         | 22 stycznia 1983                                                      | Thunder Bay                                                           | K-89                                                                  | –                                                                     | Horst Bulau    | Olav Hansson            | Pentti Kokkonen   |
| 11.                                                                         | 23 stycznia 1983                                                      | Thunder Bay                                                           | K-120                                                                 | –                                                                     | Matti Nykänen  | Horst Bulau             | Olav Hansson      |
| 12.                                                                         | 26 stycznia 1983                                                      | Sankt Moritz                                                          | K-94                                                                  | TS                                                                    | Horst Bulau    | Per Bergerud            | Pentti Kokkonen   |
| 13.                                                                         | 28 stycznia 1983                                                      | Gstaad                                                                | K-88                                                                  | TS                                                                    | Horst Bulau    | Roger Ruud              | Ernst Vettori     |
| 14.                                                                         | 30 stycznia 1983                                                      | Engelberg                                                             | K-116                                                                 | TS                                                                    | Per Bergerud   | Jeff Hastings           | Stefan Stannarius |
| Turniej Szwajcarski 1983 – klasyfikacja końcowa                             | Turniej Szwajcarski 1983 – klasyfikacja końcowa                       | Turniej Szwajcarski 1983 – klasyfikacja końcowa                       | Turniej Szwajcarski 1983 – klasyfikacja końcowa                       | Turniej Szwajcarski 1983 – klasyfikacja końcowa                       | Per Bergerud   | Pentti Kokkonen         | Jari Puikkonen    |
| 15.                                                                         | 18 lutego 1983                                                        | Vikersund                                                             | K-150                                                                 | TLN                                                                   | Matti Nykänen  | Hans Wallner Pavel Ploc | –                 |
| 16.                                                                         | 19 lutego 1983                                                        | Vikersund                                                             | K-150                                                                 | TLN                                                                   | Matti Nykänen  | Horst Bulau             | Tuomo Ylipulli    |
| 17.                                                                         | 20 lutego 1983                                                        | Vikersund                                                             | K-150                                                                 | TLN                                                                   | Matti Nykänen  | Olav Hansson            | Pavel Ploc        |
| Tydzień Lotów Narciarskich 1983 – klasyfikacja końcowa                      | Tydzień Lotów Narciarskich 1983 – klasyfikacja końcowa                | Tydzień Lotów Narciarskich 1983 – klasyfikacja końcowa                | Tydzień Lotów Narciarskich 1983 – klasyfikacja końcowa                | Tydzień Lotów Narciarskich 1983 – klasyfikacja końcowa                | Matti Nykänen  | Pavel Ploc              | Horst Bulau       |
| 18.                                                                         | 25 lutego 1983                                                        | Falun                                                                 | K-89                                                                  | SS                                                                    | Horst Bulau    | Matti Nykänen           | Olav Hansson      |
| 19.                                                                         | 27 lutego 1983                                                        | Falun                                                                 | K-112                                                                 | SS                                                                    | Matti Nykänen  | Armin Kogler            | Ole Bremseth      |
| 20.                                                                         | 4 marca 1983                                                          | Lahti                                                                 | K-88                                                                  | ZwL                                                                   | Horst Bulau    | Armin Kogler            | Pentti Kokkonen   |
| 21.                                                                         | 6 marca 1983                                                          | Lahti                                                                 | K-113                                                                 | ZwL                                                                   | Horst Bulau    | Armin Kogler            | Matti Nykänen     |
| 22.                                                                         | 11 marca 1983                                                         | Bærum                                                                 | K-110                                                                 | –                                                                     | Armin Kogler   | Olav Hansson            | Horst Bulau       |
| 23.                                                                         | 13 marca 1983                                                         | Oslo                                                                  | K-105                                                                 | HSF                                                                   | Steinar Bråten | Horst Bulau             | Armin Kogler      |
|                                                                             |                                                                       |                                                                       |                                                                       |                                                                       |                |                         |                   |
| Mistrzostwa Świata w Lotach Narciarskich 1983 • Harrachov, 18–20 marca 1983 |                                                                       |                                                                       |                                                                       |                                                                       |                |                         |                   |
|                                                                             |                                                                       |                                                                       |                                                                       |                                                                       |                |                         |                   |
| 24.                                                                         | 26 marca 1983                                                         | Planica                                                               | K-92                                                                  | –                                                                     | Matti Nykänen  | Primož Ulaga            | Olav Hansson      |
| 25.                                                                         | 27 marca 1983                                                         | Planica                                                               | K-122                                                                 | –                                                                     | Primož Ulaga   | Horst Bulau             | Richard Schallert |
| Puchar Świata w skokach narciarskich 1982/1983 – klasyfikacja końcowa       | Puchar Świata w skokach narciarskich 1982/1983 – klasyfikacja końcowa | Puchar Świata w skokach narciarskich 1982/1983 – klasyfikacja końcowa | Puchar Świata w skokach narciarskich 1982/1983 – klasyfikacja końcowa | Puchar Świata w skokach narciarskich 1982/1983 – klasyfikacja końcowa | Matti Nykänen  | Horst Bulau             | Armin Kogler      |

## Statystyki indywidualne
| Zawodnik                | Cortina d'Ampezzo 18.12 | Oberstdorf 29.12 | Garmisch-Partenkirchen 01.01 | Innsbruck 04.01 | Bischofshofen 06.01 | Harrachov 08.01 | Harrachov 09.01 | Lake Placid 15.01 | Lake Placid 16.01 | Thunder Bay 22.01 | Thunder Bay 23.01 | Sankt Moritz 26.01 | [ 2 ] | [ 2 ] | Vikersund 18.02 | Vikersund 19.02 | Vikersund 20.02 | Falun 25.02 | Falun 27.02 | Lahti 04.03 | Lahti 06.03 | Bærum 11.03 | Oslo 13.03 | Planica 26.03 | Planica 27.03 |
| Austria                 |                         |                  |                              |                 |                     |                 |                 |                   |                   |                   |                   |                    |       |       |                 |                 |                 |             |             |             |             |             |            |               |               |
| Paul Erat               | –                       | –                | –                            | 53              | 65                  | –               | –               | –                 | –                 | –                 | –                 | –                  | –     | –     | –               | –               | –               | –           | –           | –           | –           | –           | –          | –             | –             |
| Fritz Esser             | –                       | –                | –                            | 31              | 16                  | –               | –               | 58                | 40                | 55                | 38                | –                  | –     | –     | 64              | 57              | 55              | 41          | 36          | 44          | 60          | 19          | 27         | –             | –             |
| Alfred Groyer           | 16                      | 54               | 73                           | 57              | 69                  | –               | –               | –                 | –                 | –                 | –                 | –                  | –     | –     | 47              | 49              | 43              | 36          | 39          | 31          | 38          | 58          | 45         | –             | –             |
| Adolf Hirner            | 13                      | 55               | 41                           | 28              | 38                  | 38              | 51              | 21                | 33                | 21                | 27                | 12                 | 25    | 31    | –               | –               | –               | –           | –           | 33          | 19          | –           | –          | –             | –             |
| Rupert Hirner           | 25                      | 33               | 29                           | 43              | 73                  | 21              | 36              | –                 | –                 | –                 | –                 | –                  | –     | –     | –               | –               | –               | –           | –           | –           | –           | –           | –          | 28            | 30            |
| Armin Kogler            | 15                      | 3                | 1                            | 22              | 25                  | 5               | 8               | 2                 | 2                 | 16                | 4                 | 21                 | 8     | 37    | 10              | 16              | 11              | 7           | 2           | 2           | 2           | 1           | 3          | 15            | 6             |
| Robert Küffe            | –                       | –                | –                            | 77              | 63                  | –               | –               | –                 | –                 | –                 | –                 | –                  | –     | –     | –               | –               | –               | –           | –           | –           | –           | –           | –          | –             | –             |
| Norbert Leitner         | –                       | –                | –                            | 29              | 45                  | –               | –               | –                 | –                 | –                 | –                 | –                  | –     | –     | –               | –               | –               | –           | –           | –           | –           | –           | –          | –             | –             |
| Franz Neuländtner       | –                       | –                | –                            | 69              | 61                  | –               | –               | –                 | –                 | –                 | –                 | –                  | –     | –     | –               | –               | –               | –           | –           | –           | –           | –           | –          | –             | –             |
| Hubert Neuper           | 16                      | 6                | 32                           | 47              | 47                  | 32              | 15              | 10                | 25                | 14                | 10                | 47                 | 24    | 16    | 27              | 32              | 15              | 23          | 32          | –           | –           | –           | –          | 31            | 20            |
| Raimund Resch           | –                       | –                | –                            | 54              | 67                  | –               | –               | –                 | –                 | –                 | –                 | –                  | –     | –     | –               | –               | –               | –           | –           | –           | –           | –           | –          | –             | –             |
| Richard Schallert       | 32                      | 4                | 15                           | 10              | 3                   | 17              | 9               | 13                | 21                | 20                | 23                | 11                 | 11    | 13    | 13              | 14              | 16              | 17          | 16          | 8           | 6           | –           | –          | 7             | 3             |
| Manfred Steiner         | 16                      | 34               | 44                           | 20              | 27                  | 27              | 32              | –                 | –                 | –                 | –                 | 30                 | 31    | 50    | –               | –               | –               | –           | –           | –           | –           | 15          | 38         | 29            | 37            |
| Ernst Vettori           | –                       | –                | –                            | 4               | 50                  | 39              | 21              | 54                | 5                 | 11                | 11                | 20                 | 3     | 7     | 15              | 6               | 33              | 10          | 10          | 10          | 28          | 35          | 57         | 21            | 22            |
| Günter Vettori          | –                       | –                | –                            | 83              | –                   | –               | –               | –                 | –                 | –                 | –                 | –                  | –     | –     | –               | –               | –               | –           | –           | –           | –           | –           | –          | –             | –             |
| Hans Wallner            | 22                      | 18               | 21                           | 25              | 20                  | 8               | 25              | 7                 | 12                | 5                 | 19                | 22                 | 20    | 19    | 2               | 7               | 5               | 18          | 20          | 6           | 14          | –           | –          | 13            | 7             |
| Franz Wiegele           | –                       | –                | –                            | 34              | 21                  | –               | –               | –                 | –                 | –                 | –                 | 35                 | 57    | 32    | –               | –               | –               | –           | –           | –           | –           | –           | –          | –             | –             |
| Bernhard Zauner         | –                       | –                | –                            | 46              | 56                  | –               | –               | –                 | –                 | –                 | –                 | –                  | –     | –     | –               | –               | –               | –           | –           | –           | –           | –           | –          | –             | –             |
| Bułgaria                |                         |                  |                              |                 |                     |                 |                 |                   |                   |                   |                   |                    |       |       |                 |                 |                 |             |             |             |             |             |            |               |               |
| Walentin Bożiczkow      | –                       | 47               | 47                           | 55              | 64                  | –               | –               | –                 | –                 | –                 | –                 | –                  | –     | –     | –               | –               | –               | –           | –           | –           | –           | –           | –          | –             | –             |
| Władimir Brejczew       | –                       | 61               | 59                           | 66              | 75                  | –               | –               | –                 | –                 | –                 | –                 | –                  | –     | –     | –               | –               | –               | –           | –           | –           | –           | –           | –          | –             | –             |
| Czechosłowacja          |                         |                  |                              |                 |                     |                 |                 |                   |                   |                   |                   |                    |       |       |                 |                 |                 |             |             |             |             |             |            |               |               |
| Jiří Balcar             | –                       | –                | –                            | –               | –                   | 60              | 64              | –                 | –                 | –                 | –                 | –                  | –     | –     | –               | –               | –               | –           | –           | –           | –           | –           | –          | –             | –             |
| Peter Číž               | 39                      | 65               | 51                           | 74              | 58                  | 20              | 61              | –                 | –                 | –                 | –                 | –                  | –     | –     | –               | –               | –               | –           | –           | 51          | 59          | –           | –          | –             | –             |
| Jozef Hýsek             | –                       | –                | –                            | –               | –                   | 35              | 37              | –                 | –                 | –                 | –                 | –                  | –     | –     | –               | –               | –               | –           | –           | –           | –           | –           | –          | –             | –             |
| Ján Jelenský            | –                       | –                | –                            | –               | –                   | 46              | 47              | –                 | –                 | –                 | –                 | –                  | –     | –     | –               | –               | –               | –           | –           | –           | –           | –           | –          | –             | –             |
| Ladislav Jirásko        | –                       | –                | –                            | –               | –                   | 41              | 31              | –                 | –                 | –                 | –                 | –                  | –     | –     | –               | –               | –               | –           | –           | –           | –           | –           | –          | –             | –             |
| Roman Klima             | –                       | –                | –                            | –               | –                   | 70              | 69              | –                 | –                 | –                 | –                 | –                  | –     | –     | –               | –               | –               | –           | –           | –           | –           | –           | –          | –             | –             |
| Jiří Malec              | –                       | –                | –                            | –               | –                   | 57              | 34              | –                 | –                 | –                 | –                 | –                  | –     | –     | –               | –               | –               | –           | –           | –           | –           | –           | –          | –             | –             |
| Ondrej Martinak         | –                       | –                | –                            | –               | –                   | 67              | 72              | –                 | –                 | –                 | –                 | –                  | –     | –     | –               | –               | –               | –           | –           | –           | –           | –           | –          | –             | –             |
| Stanislav Martynek      | –                       | –                | –                            | –               | –                   | 68              | 65              | –                 | –                 | –                 | –                 | –                  | –     | –     | –               | –               | –               | –           | –           | –           | –           | –           | –          | –             | –             |
| Jindřich Mayer          | –                       | –                | –                            | –               | –                   | 47              | 30              | –                 | –                 | –                 | –                 | –                  | –     | –     | 54              | 30              | 42              | –           | –           | –           | –           | 55          | 21         | –             | –             |
| František Novák         | –                       | –                | –                            | –               | –                   | 34              | 17              | –                 | –                 | –                 | –                 | –                  | –     | –     | –               | –               | –               | –           | –           | –           | –           | –           | –          | –             | –             |
| Jiří Parma              | 24                      | 38               | 40                           | 26              | 31                  | 10              | 13              | –                 | –                 | –                 | –                 | 13                 | 21    | 27    | 17              | 8               | 18              | –           | –           | –           | –           | 43          | 11         | 11            | 36            |
| Pavel Ploc              | 27                      | 13               | 10                           | 22              | 21                  | 6               | 1               | –                 | –                 | –                 | –                 | 33                 | 17    | –     | 2               | 8               | 3               | –           | –           | –           | –           | 21          | 5          | –             | 10            |
| Vladimír Podzimek       | –                       | –                | –                            | –               | –                   | –               | –               | –                 | –                 | –                 | –                 | –                  | –     | –     | –               | –               | –               | –           | –           | 55          | 52          | –           | –          | –             | –             |
| Miroslav Polák          | –                       | –                | –                            | –               | –                   | –               | –               | –                 | –                 | –                 | –                 | –                  | –     | –     | –               | –               | –               | –           | –           | 25          | 68          | –           | –          | –             | –             |
| Tomáš Portyk            | –                       | –                | –                            | –               | –                   | 63              | 71              | –                 | –                 | –                 | –                 | –                  | –     | –     | –               | –               | –               | –           | –           | –           | –           | –           | –          | –             | –             |
| František Pustka        | –                       | –                | –                            | –               | –                   | 72              | 68              | –                 | –                 | –                 | –                 | –                  | –     | –     | –               | –               | –               | –           | –           | –           | –           | –           | –          | –             | –             |
| Jiří Raška jr.          | –                       | –                | –                            | –               | –                   | 59              | 59              | –                 | –                 | –                 | –                 | –                  | –     | –     | –               | –               | –               | –           | –           | –           | –           | –           | –          | –             | –             |
| Leoš Škoda              | –                       | –                | –                            | –               | –                   | 62              | 33              | –                 | –                 | –                 | –                 | –                  | –     | –     | –               | –               | –               | –           | –           | –           | –           | –           | –          | –             | –             |
| Miroslav Slušný         | –                       | –                | –                            | –               | –                   | 52              | 43              | –                 | –                 | –                 | –                 | 24                 | 29    | –     | 23              | 28              | 24              | –           | –           | –           | –           | 14          | 9          | 20            | 34            |
| Tomáš Šmíd              | –                       | –                | –                            | –               | –                   | 65              | 58              | –                 | –                 | –                 | –                 | –                  | –     | –     | –               | –               | –               | –           | –           | –           | –           | –           | –          | –             | –             |
| Martin Švagerko         | –                       | –                | –                            | –               | –                   | –               | –               | –                 | –                 | –                 | –                 | –                  | –     | –     | –               | –               | –               | –           | –           | 15          | 37          | –           | –          | –             | –             |
| Jan Svoboda             | –                       | –                | –                            | –               | –                   | 64              | 57              | –                 | –                 | –                 | –                 | –                  | –     | –     | –               | –               | –               | –           | –           | –           | –           | –           | –          | –             | –             |
| Ján Tánczos             | 33                      | 51               | 37                           | 72              | 51                  | 13              | 63              | –                 | –                 | –                 | –                 | –                  | –     | –     | –               | –               | –               | –           | –           | –           | –           | –           | –          | –             | –             |
| Bohumil Vacek           | 19                      | 45               | 39                           | 45              | 57                  | 26              | 18              | –                 | –                 | –                 | –                 | 26                 | –     | 24    | –               | –               | –               | –           | –           | –           | –           | –           | –          | –             | –             |
| Milan Zignor            | –                       | –                | –                            | –               | –                   | 66              | 66              | –                 | –                 | –                 | –                 | –                  | –     | –     | –               | –               | –               | –           | –           | –           | –           | –           | –          | –             | –             |
| Finlandia               |                         |                  |                              |                 |                     |                 |                 |                   |                   |                   |                   |                    |       |       |                 |                 |                 |             |             |             |             |             |            |               |               |
| Veli-Matti Ahonen       | –                       | –                | –                            | –               | –                   | –               | –               | –                 | –                 | –                 | –                 | –                  | –     | –     | –               | –               | –               | –           | –           | 39          | 40          | –           | –          | 33            | 35            |
| Kari Heinonen           | –                       | –                | –                            | –               | –                   | –               | –               | –                 | –                 | –                 | –                 | –                  | –     | –     | –               | –               | –               | –           | –           | 54          | 76          | –           | –          | –             | –             |
| Pekka Hyvärinen         | –                       | –                | –                            | –               | –                   | –               | –               | –                 | –                 | –                 | –                 | –                  | –     | –     | –               | –               | –               | –           | –           | 35          | 57          | –           | –          | –             | –             |
| Jukka Kalso             | –                       | 46               | 31                           | 35              | 43                  | 33              | 55              | 48                | 38                | 24                | 30                | 23                 | –     | –     | –               | –               | –               | –           | –           | 26          | 13          | 47          | 46         | –             | –             |
| Mika Kojonkoski         | –                       | –                | –                            | –               | –                   | –               | –               | –                 | –                 | –                 | –                 | –                  | –     | –     | –               | –               | –               | –           | –           | 48          | 75          | –           | –          | –             | –             |
| Pentti Kokkonen         | 7                       | 15               | 9                            | 5               | 5                   | 36              | 36              | 19                | 39                | 3                 | 28                | 3                  | 5     | 14    | 57              | 24              | 28              | 4           | 42          | 3           | 11          | 12          | 25         | –             | –             |
| Keijo Korhonen          | –                       | –                | –                            | –               | –                   | –               | –               | 33                | 29                | 19                | 14                | 45                 | –     | 8     | 8               | –               | –               | –           | –           | 36          | 27          | –           | –          | –             | –             |
| Kimmo Kylmäaho          | –                       | –                | –                            | –               | –                   | –               | –               | –                 | –                 | –                 | –                 | –                  | –     | –     | –               | –               | –               | –           | –           | 34          | 65          | –           | –          | –             | –             |
| Jari Larinto            | –                       | –                | –                            | –               | –                   | –               | –               | –                 | –                 | –                 | –                 | –                  | –     | –     | –               | –               | –               | –           | –           | 51          | 43          | –           | –          | –             | –             |
| Tapio Mikkonen          | –                       | –                | –                            | –               | –                   | –               | –               | –                 | –                 | –                 | –                 | –                  | –     | –     | –               | –               | –               | –           | –           | 60          | 55          | –           | –          | –             | –             |
| Harry Nakari            | –                       | –                | –                            | –               | –                   | –               | –               | –                 | –                 | –                 | –                 | –                  | –     | –     | –               | –               | –               | –           | –           | 66          | 23          | –           | –          | –             | –             |
| Erkki Nykänen           | –                       | –                | –                            | –               | –                   | –               | –               | –                 | –                 | –                 | –                 | –                  | –     | –     | –               | –               | –               | –           | –           | 46          | 70          | –           | –          | –             | –             |
| Matti Nykänen           | 1                       | 2                | 4                            | 1               | 7                   | 9               | 4               | 1                 | 1                 | 7                 | 1                 | –                  | –     | –     | 1               | 1               | 1               | 2           | 1           | 9           | 3           | 31          | 17         | 1             | 5             |
| Ari Oulasvuori          | –                       | –                | –                            | –               | –                   | –               | –               | –                 | –                 | –                 | –                 | –                  | –     | –     | –               | –               | –               | –           | –           | 64          | 47          | –           | –          | –             | –             |
| Juha Partanen           | –                       | –                | –                            | –               | –                   | –               | –               | –                 | –                 | –                 | –                 | –                  | –     | –     | –               | –               | –               | –           | –           | 73          | 45          | –           | –          | –             | –             |
| Jari Puikkonen          | 12                      | 12               | 4                            | 9               | 23                  | –               | –               | –                 | –                 | –                 | –                 | 6                  | 9     | 6     | 7               | 11              | 9               | –           | 24          | 4           | 5           | 5           | 51         | –             | –             |
| Jari Pulkkinen          | –                       | –                | –                            | –               | –                   | –               | –               | –                 | –                 | –                 | –                 | –                  | –     | –     | –               | –               | –               | 37          | 22          | 20          | 31          | 23          | 39         | –             | –             |
| Markku Pusenius         | 8                       | 41               | 22                           | 11              | 12                  | 2               | 3               | –                 | –                 | –                 | –                 | –                  | –     | –     | 26              | 34              | 31              | 29          | 45          | 40          | 33          | –           | –          | –             | –             |
| Kimmo Raikaa            | –                       | –                | –                            | –               | –                   | –               | –               | –                 | –                 | –                 | –                 | –                  | –     | –     | –               | –               | –               | –           | –           | 68          | 77          | –           | –          | –             | –             |
| Ilkka Ronkainen         | –                       | –                | –                            | –               | –                   | –               | –               | –                 | –                 | –                 | –                 | –                  | –     | –     | –               | –               | –               | –           | –           | 45          | 69          | –           | –          | –             | –             |
| Pasi Ronkainen          | –                       | –                | –                            | –               | –                   | –               | –               | –                 | –                 | –                 | –                 | –                  | –     | –     | –               | –               | –               | –           | –           | 29          | 62          | –           | –          | –             | –             |
| Pekka Tolkkinen         | –                       | –                | –                            | –               | –                   | –               | –               | –                 | –                 | –                 | –                 | –                  | –     | –     | –               | –               | –               | –           | –           | 72          | 46          | –           | –          | –             | –             |
| Tuomo Ylipulli          | –                       | 14               | 53                           | 33              | 59                  | 37              | 28              | –                 | –                 | –                 | –                 | –                  | –     | –     | 14              | 3               | 13              | –           | –           | 58          | 24          | –           | –          | –             | –             |
| Francja                 |                         |                  |                              |                 |                     |                 |                 |                   |                   |                   |                   |                    |       |       |                 |                 |                 |             |             |             |             |             |            |               |               |
| Gérard Colin            | 14                      | 40               | 59                           | 60              | 85                  | –               | –               | 16                | 19                | 50                | 20                | 36                 | 22    | –     | –               | –               | –               | 28          | 14          | 14          | 8           | 4           | 40         | 14            | 19            |
| Bernard Guillaume       | 41                      | 73               | 81                           | 81              | –                   | –               | –               | –                 | –                 | –                 | –                 | 68                 | –     | –     | –               | –               | –               | –           | –           | –           | –           | –           | –          | –             | –             |
| Eric Lazzaroni          | 48                      | –                | –                            | –               | –                   | –               | –               | –                 | –                 | –                 | –                 | –                  | –     | –     | –               | –               | –               | –           | –           | –           | –           | –           | –          | –             | –             |
| Hiszpania               |                         |                  |                              |                 |                     |                 |                 |                   |                   |                   |                   |                    |       |       |                 |                 |                 |             |             |             |             |             |            |               |               |
| Tomás Cano              | 50                      | 77               | 78                           | 88              | 82                  | –               | –               | 55                | 56                | 64                | 58                | –                  | –     | –     | –               | –               | –               | –           | –           | –           | –           | –           | –          | –             | –             |
| Juan Meno               | 51                      | 81               | 83                           | 85              | 83                  | –               | –               | 65                | 64                | 69                | 66                | –                  | –     | –     | –               | –               | –               | –           | –           | –           | –           | –           | –          | –             | –             |
| José Rivera             | 47                      | 76               | 82                           | 80              | 76                  | –               | –               | 50                | 58                | 56                | 42                | –                  | –     | –     | –               | –               | –               | –           | –           | –           | –           | –           | –          | –             | –             |
| Japonia                 |                         |                  |                              |                 |                     |                 |                 |                   |                   |                   |                   |                    |       |       |                 |                 |                 |             |             |             |             |             |            |               |               |
| Yuzuru Kimura           | –                       | –                | –                            | –               | –                   | –               | –               | –                 | –                 | –                 | –                 | –                  | –     | –     | –               | –               | –               | –           | –           | 62          | 63          | 64          | 54         | –             | –             |
| Satoru Matsuhashi       | –                       | –                | –                            | –               | –                   | –               | –               | –                 | –                 | –                 | –                 | –                  | –     | –     | –               | –               | –               | –           | –           | 41          | 39          | 44          | 61         | –             | –             |
| Masaru Nagaoka          | –                       | 56               | 51                           | 71              | 74                  | –               | –               | –                 | –                 | –                 | –                 | –                  | –     | –     | –               | –               | –               | –           | –           | 42          | 53          | 62          | –          | –             | –             |
| Chiharu Nishikata       | –                       | 62               | 80                           | 79              | 81                  | –               | –               | –                 | –                 | –                 | –                 | –                  | –     | –     | –               | –               | –               | –           | –           | –           | –           | –           | –          | –             | –             |
| Shōhei Sakaguchi        | –                       | –                | –                            | –               | –                   | –               | –               | 49                | 53                | 65                | 67                | –                  | –     | –     | –               | –               | –               | –           | –           | –           | –           | –           | –          | –             | –             |
| Takayuki Sasaki         | –                       | –                | –                            | –               | –                   | –               | –               | 64                | 66                | 66                | 69                | –                  | –     | –     | –               | –               | –               | –           | –           | –           | –           | –           | –          | –             | –             |
| Hiroo Shima             | –                       | –                | –                            | –               | –                   | –               | –               | –                 | –                 | –                 | –                 | –                  | –     | –     | –               | –               | –               | –           | –           | 76          | 64          | 53          | 56         | –             | –             |
| Masahiko Takahashi      | –                       | 78               | 71                           | 82              | 86                  | –               | –               | –                 | –                 | –                 | –                 | –                  | –     | –     | –               | –               | –               | –           | –           | –           | –           | –           | –          | –             | –             |
| Motoyasu Takeuchi       | –                       | –                | –                            | –               | –                   | –               | –               | 60                | 54                | 58                | 56                | –                  | –     | –     | –               | –               | –               | –           | –           | –           | –           | –           | –          | –             | –             |
| Hirokazu Yagi           | –                       | 59               | 74                           | 78              | 68                  | 49              | 23              | 44                | 27                | 68                | 60                | –                  | –     | –     | –               | –               | –               | –           | –           | –           | –           | –           | –          | –             | –             |
| Jugosławia              |                         |                  |                              |                 |                     |                 |                 |                   |                   |                   |                   |                    |       |       |                 |                 |                 |             |             |             |             |             |            |               |               |
| Vasja Bajc              | –                       | 63               | 72                           | –               | –                   | –               | –               | –                 | –                 | –                 | –                 | 53                 | –     | –     | –               | –               | –               | –           | –           | –           | –           | –           | –          | 37            | 31            |
| Brane Benedik           | –                       | –                | –                            | –               | 77                  | 56              | 62              | –                 | –                 | –                 | –                 | –                  | –     | –     | –               | –               | –               | –           | –           | –           | –           | –           | –          | 57            | 49            |
| Miro Bizjak             | –                       | –                | –                            | –               | –                   | –               | –               | –                 | –                 | –                 | –                 | –                  | –     | –     | –               | –               | –               | –           | –           | –           | –           | –           | –          | 48            | 57            |
| Matjaž Debelak          | –                       | –                | –                            | –               | –                   | –               | –               | –                 | –                 | –                 | –                 | –                  | –     | –     | –               | –               | –               | –           | –           | –           | –           | –           | –          | 38            | 38            |
| Tomaž Dolar             | –                       | –                | –                            | –               | –                   | –               | –               | –                 | –                 | –                 | –                 | –                  | –     | –     | –               | –               | –               | –           | –           | –           | –           | –           | –          | 47            | 54            |
| Borut Dolenc            | –                       | –                | –                            | –               | –                   | –               | –               | –                 | –                 | –                 | –                 | –                  | –     | –     | –               | –               | –               | –           | –           | –           | –           | –           | –          | 59            | –             |
| Krištof Gašpirc         | –                       | –                | –                            | –               | –                   | –               | –               | –                 | –                 | –                 | –                 | –                  | –     | –     | –               | –               | –               | –           | –           | –           | –           | –           | –          | 54            | 56            |
| Bojan Globočnik         | –                       | –                | –                            | –               | –                   | –               | –               | –                 | –                 | –                 | –                 | –                  | –     | –     | 65              | 63              | –               | 53          | 49          | –           | –           | –           | –          | 46            | 47            |
| Dušan Kavčič            | –                       | –                | –                            | –               | –                   | –               | –               | –                 | –                 | –                 | –                 | –                  | –     | –     | –               | –               | –               | –           | –           | –           | –           | –           | –          | 44            | 58            |
| Rajko Lotrič            | 35                      | 52               | 49                           | 67              | 70                  | –               | –               | –                 | –                 | –                 | –                 | 16                 | –     | –     | 63              | 60              | –               | 45          | 59          | 47          | 42          | 63          | 31         | 32            | 15            |
| Grega Peljhan           | –                       | –                | –                            | –               | –                   | –               | –               | –                 | –                 | –                 | –                 | –                  | –     | –     | –               | –               | –               | –           | –           | –           | –           | –           | –          | 56            | 53            |
| Bogdan Norčič           | 43                      | –                | –                            | –               | –                   | –               | –               | –                 | –                 | –                 | –                 | –                  | –     | –     | –               | –               | –               | –           | –           | –           | –           | –           | –          | 52            | –             |
| Martin Škerjanc         | –                       | –                | –                            | –               | –                   | –               | –               | –                 | –                 | –                 | –                 | –                  | –     | –     | –               | –               | –               | –           | –           | –           | –           | –           | –          | 58            | –             |
| Janez Štirn             | –                       | –                | –                            | –               | –                   | –               | –               | –                 | –                 | –                 | –                 | –                  | –     | –     | –               | –               | –               | –           | –           | –           | –           | –           | –          | 55            | 55            |
| Miran Tepeš             | 28                      | 53               | 38                           | 52              | 28                  | 28              | 55              | 24                | 35                | 34                | 21                | 5                  | 23    | 10    | 25              | 17              | 29              | 24          | 26          | 43          | 18          | 41          | 16         | 4             | 21            |
| Primož Ulaga            | 21                      | 50               | 24                           | 40              | 29                  | –               | –               | 17                | 34                | 32                | 37                | 32                 | 15    | –     | –               | –               | –               | 14          | 5           | 5           | 20          | 15          | 18         | 2             | 1             |
| Marjan Urbančič         | –                       | –                | –                            | –               | –                   | –               | –               | –                 | –                 | –                 | –                 | –                  | –     | –     | –               | –               | –               | –           | –           | –           | –           | –           | –          | –             | 51            |
| Matjaž Žagar            | 42                      | 48               | 70                           | 76              | 84                  | –               | –               | –                 | –                 | –                 | –                 | –                  | –     | –     | 50              | 61              | 40              | 39          | 44          | 75          | 49          | 61          | 64         | 45            | 43            |
| Kanada                  |                         |                  |                              |                 |                     |                 |                 |                   |                   |                   |                   |                    |       |       |                 |                 |                 |             |             |             |             |             |            |               |               |
| David Brown             | –                       | –                | –                            | –               | –                   | –               | –               | –                 | –                 | 62                | 39                | –                  | –     | –     | –               | –               | –               | 49          | 48          | 57          | 24          | –           | –          | –             | –             |
| Horst Bulau             | –                       | 1                | 6                            | 3               | 35                  | –               | –               | 22                | 6                 | 1                 | 2                 | 1                  | 1     | 40    | 4               | 2               | 12              | 1           | 8           | 1           | 1           | 3           | 2          | 5             | 2             |
| Steve Collins           | –                       | 22               | 68                           | 39              | 33                  | –               | –               | 9                 | 15                | 10                | 8                 | 14                 | –     | 19    | 21              | 40              | 47              | 20          | 28          | 30          | 21          | 39          | 63         | –             | –             |
| Tim Foster              | –                       | –                | –                            | –               | –                   | –               | –               | 39                | 44                | 41                | 45                | –                  | –     | –     | –               | –               | –               | –           | –           | –           | –           | –           | –          | –             | –             |
| John Heilig             | –                       | –                | –                            | –               | –                   | –               | –               | –                 | –                 | 77                | –                 | –                  | –     | –     | –               | –               | –               | –           | –           | –           | –           | –           | –          | –             | –             |
| Darcy Jessiman          | –                       | –                | –                            | –               | –                   | –               | –               | 59                | 30                | 61                | 58                | –                  | –     | –     | –               | –               | –               | –           | –           | –           | –           | –           | –          | –             | –             |
| Chris Lang              | –                       | –                | –                            | –               | –                   | –               | –               | –                 | –                 | 79                | –                 | –                  | –     | –     | –               | –               | –               | –           | –           | –           | –           | –           | –          | –             | –             |
| Greg Lang               | –                       | –                | –                            | –               | –                   | –               | –               | –                 | –                 | 78                | –                 | –                  | –     | –     | –               | –               | –               | –           | –           | –           | –           | –           | –          | –             | –             |
| Ian Magrath             | –                       | –                | –                            | –               | –                   | –               | –               | –                 | –                 | 75                | –                 | –                  | –     | –     | –               | –               | –               | –           | –           | –           | –           | –           | –          | –             | –             |
| Ron Rautio              | –                       | –                | –                            | –               | –                   | –               | –               | –                 | –                 | 76                | –                 | –                  | –     | –     | –               | –               | –               | –           | –           | –           | –           | –           | –          | –             | –             |
| Veli Rautio             | –                       | –                | –                            | –               | –                   | –               | –               | 57                | 49                | 54                | 65                | –                  | –     | –     | –               | –               | –               | 48          | 55          | 65          | 66          | –           | –          | –             | –             |
| Ron Richards            | –                       | 21               | 35                           | 16              | 53                  | –               | –               | 5                 | 4                 | 17                | 34                | 41                 | –     | –     | 33              | 44              | 36              | 40          | 34          | 77          | 58          | 60          | 36         | –             | –             |
| David Servold           | –                       | –                | –                            | –               | –                   | –               | –               | –                 | –                 | 72                | –                 | –                  | –     | –     | –               | –               | –               | –           | –           | –           | –           | –           | –          | –             | –             |
| John Servold            | –                       | –                | –                            | –               | –                   | –               | –               | –                 | –                 | 63                | –                 | –                  | –     | –     | –               | –               | –               | –           | –           | –           | –           | –           | –          | –             | –             |
| Tim Zilkowsky           | –                       | –                | –                            | –               | –                   | –               | –               | –                 | –                 | 74                | –                 | –                  | –     | –     | –               | –               | –               | –           | –           | –           | –           | –           | –          | –             | –             |
| Roger Zilkowsky         | –                       | 71               | 50                           | 63              | 46                  | –               | –               | 29                | 43                | 40                | 70                | –                  | –     | –     | –               | –               | –               | –           | –           | –           | –           | –           | –          | –             | –             |
| NRD                     |                         |                  |                              |                 |                     |                 |                 |                   |                   |                   |                   |                    |       |       |                 |                 |                 |             |             |             |             |             |            |               |               |
| Manfred Deckert         | –                       | –                | –                            | –               | –                   | 44              | 40              | –                 | –                 | –                 | –                 | –                  | –     | –     | –               | –               | –               | 19          | 9           | –           | –           | –           | –          | –             | –             |
| Ulf Findeisen           | –                       | 31               | 62                           | 31              | 37                  | 14              | 5               | –                 | –                 | –                 | –                 | 7                  | 4     | –     | 31              | 10              | 23              | 13          | 31          | –           | –           | –           | –          | –             | –             |
| Holger Freitag          | –                       | 29               | 56                           | 20              | 11                  | 1               | 50              | –                 | –                 | –                 | –                 | 38                 | –     | –     | 37              | 30              | 14              | –           | –           | –           | –           | –           | –          | –             | –             |
| Klaus Ostwald           | –                       | 16               | 8                            | 18              | 4                   | 3               | 2               | –                 | –                 | –                 | –                 | 18                 | 14    | 12    | –               | –               | –               | 5           | 17          | –           | –           | –           | –          | –             | –             |
| Ulrich Pscherra         | –                       | –                | –                            | –               | –                   | 30              | 29              | –                 | –                 | –                 | –                 | –                  | –     | –     | –               | –               | –               | –           | –           | –           | –           | –           | –          | –             | –             |
| Frank Sauerbrey         | –                       | –                | –                            | –               | –                   | 55              | 38              | –                 | –                 | –                 | –                 | –                  | –     | –     | –               | –               | –               | –           | –           | –           | –           | –           | –          | –             | –             |
| Stefan Stannarius       | –                       | 42               | 11                           | 26              | 19                  | 4               | 27              | –                 | –                 | –                 | –                 | 49                 | 16    | 3     | 34              | 19              | 34              | –           | –           | –           | –           | –           | –          | –             | –             |
| Jens Weißflog           | –                       | 27               | 3                            | 2               | 1                   | 12              | 49              | –                 | –                 | –                 | –                 | 19                 | 19    | 15    | 11              | 19              | 7               | 33          | 15          | –           | –           | –           | –          | –             | –             |
| Norwegia                |                         |                  |                              |                 |                     |                 |                 |                   |                   |                   |                   |                    |       |       |                 |                 |                 |             |             |             |             |             |            |               |               |
| Jan-Erik Aalbu          | –                       | –                | –                            | –               | –                   | –               | –               | –                 | –                 | –                 | –                 | –                  | –     | –     | 48              | 41              | 44              | –           | –           | –           | –           | –           | –          | –             | –             |
| Espen Andersen          | –                       | –                | –                            | –               | –                   | –               | –               | –                 | –                 | –                 | –                 | –                  | –     | –     | –               | –               | –               | –           | –           | –           | –           | –           | 41         | –             | –             |
| Halvor Asphol           | –                       | –                | –                            | –               | –                   | –               | –               | 39                | 50                | 59                | 41                | –                  | –     | –     | 59              | 58              | 30              | –           | –           | –           | –           | 52          | 49         | –             | –             |
| Rolf Åge Berg           | –                       | –                | –                            | –               | –                   | –               | –               | –                 | –                 | –                 | –                 | –                  | –     | –     | 30              | 39              | 49              | –           | –           | –           | –           | 22          | 8          | –             | –             |
| Per Bergerud            | 3                       | 7                | 7                            | 6               | 6                   | 29              | 10              | –                 | –                 | 18                | 12                | 2                  | 6     | 1     | 12              | 17              | 20              | 16          | 4           | 15          | 53          | 6           | 10         | 9             | 29            |
| Jon Eilert Bøgseth      | 6                       | –                | 13                           | 13              | 17                  | 19              | 24              | –                 | –                 | –                 | –                 | 25                 | 18    | 4     | 16              | 21              | 4               | 12          | 6           | 12          | 36          | 33          | 27         | 22            | 33            |
| Steinar Bråten          | –                       | 5                | 2                            | 12              | 8                   | –               | –               | 15                | 3                 | 6                 | 5                 | –                  | –     | –     | 19              | 43              | 8               | 6           | 12          | 27          | 26          | 30          | 1          | –             | –             |
| Ole Bremseth            | 4                       | 10               | 19                           | 7               | 9                   | 42              | 20              | –                 | –                 | 12                | 13                | 9                  | 10    | 17    | 6               | 13              | 20              | 7           | 3           | 32          | 7           | 11          | 12         | 22            | 18            |
| Ole Christian Eidhammer | –                       | –                | –                            | –               | –                   | –               | –               | –                 | –                 | –                 | –                 | –                  | –     | –     | 34              | 22              | 10              | –           | –           | –           | –           | –           | –          | –             | –             |
| Ole Gunnar Fidjestøl    | –                       | –                | –                            | –               | –                   | –               | –               | –                 | –                 | –                 | –                 | –                  | –     | –     | 41              | 23              | 22              | –           | –           | –           | –           | 27          | 4          | 30            | 13            |
| Kjell-Ove Flemmen       | –                       | –                | –                            | –               | –                   | –               | –               | –                 | –                 | –                 | –                 | –                  | –     | –     | –               | –               | –               | –           | –           | –           | –           | 24          | 35         | –             | –             |
| Olav Grøndahl           | –                       | –                | –                            | –               | –                   | –               | –               | –                 | –                 | –                 | –                 | –                  | –     | –     | –               | –               | –               | –           | –           | –           | –           | 58          | 48         | –             | –             |
| Olav Hansson            | 2                       | 7                | 16                           | 14              | 2                   | 11              | 7               | –                 | –                 | 2                 | 3                 | 10                 | 13    | 5     | 5               | 12              | 2               | 3           | 18          | 7           | 4           | 2           | 19         | 3             | 4             |
| Dag Holmen Jensen       | –                       | –                | –                            | –               | –                   | –               | –               | –                 | –                 | –                 | –                 | –                  | –     | –     | 53              | 42              | 37              | –           | –           | –           | –           | 7           | 20         | –             | –             |
| Vidar Johansen          | –                       | –                | –                            | –               | –                   | –               | –               | –                 | –                 | –                 | –                 | –                  | –     | –     | 39              | 37              | 56              | –           | –           | –           | –           | –           | –          | –             | –             |
| Geir Johnson            | –                       | –                | –                            | –               | –                   | –               | –               | –                 | –                 | –                 | –                 | –                  | –     | –     | 43              | 52              | 59              | 32          | 41          | –           | –           | 56          | 42         | –             | –             |
| Magnar Langklopp        | –                       | –                | –                            | –               | –                   | –               | –               | –                 | –                 | –                 | –                 | –                  | –     | –     | 59              | 62              | 54              | –           | –           | –           | –           | –           | –          | –             | –             |
| Kai-Bastian Lie-Nilsen  | –                       | –                | –                            | –               | –                   | –               | –               | –                 | –                 | –                 | –                 | –                  | –     | –     | 62              | 54              | 57              | –           | –           | –           | –           | 65          | 53         | –             | –             |
| Ivar Mobekk             | –                       | 23               | 26                           | 36              | 10                  | –               | –               | 31                | 14                | 13                | 7                 | –                  | –     | –     | 18              | 4               | 26              | 35          | 21          | 20          | 41          | 42          | 44         | –             | –             |
| Øystein Nerland         | –                       | –                | –                            | –               | –                   | –               | –               | –                 | –                 | –                 | –                 | –                  | –     | –     | 58              | 46              | 50              | –           | –           | –           | –           | 51          | 33         | –             | –             |
| Per Morten Olsrud       | –                       | –                | –                            | –               | –                   | –               | –               | –                 | –                 | –                 | –                 | –                  | –     | –     | –               | –               | –               | –           | –           | –           | –           | 66          | –          | –             | –             |
| Vegard Opaas            | –                       | –                | –                            | –               | –                   | –               | –               | –                 | –                 | –                 | –                 | –                  | –     | –     | –               | –               | –               | –           | –           | –           | –           | 9           | 62         | 6             | 9             |
| Trond Jøran Pedersen    | –                       | –                | –                            | –               | –                   | –               | –               | –                 | –                 | –                 | –                 | –                  | –     | –     | –               | –               | –               | –           | –           | –           | –           | 34          | 43         | –             | –             |
| Eirik Reeberg           | –                       | –                | –                            | –               | –                   | –               | –               | –                 | –                 | –                 | –                 | –                  | –     | –     | 55              | 55              | 48              | –           | –           | –           | –           | –           | –          | –             | –             |
| Roger Ruud              | –                       | 16               | 20                           | 42              | 39                  | 24              | 12              | –                 | –                 | –                 | –                 | 4                  | 2     | 34    | 36              | 29              | –               | 9           | 23          | –           | –           | 17          | 7          | –             | –             |
| Johan Sætre             | –                       | –                | –                            | –               | –                   | –               | –               | 42                | 20                | 26                | 24                | –                  | –     | –     | 40              | 46              | 46              | –           | –           | –           | –           | 45          | 15         | –             | –             |
| Hroar Stjernen          | –                       | –                | –                            | –               | –                   | –               | –               | –                 | –                 | –                 | –                 | –                  | –     | –     | 61              | 26              | 45              | –           | –           | –           | –           | 40          | 34         | –             | –             |
| Jan Erik Strømberg      | –                       | –                | –                            | –               | –                   | –               | –               | –                 | –                 | –                 | –                 | –                  | –     | –     | 52              | 59              | 53              | –           | –           | –           | –           | 46          | 13         | –             | –             |
| Jan Henrik Trøen        | –                       | 28               | 13                           | 30              | 40                  | 31              | 42              | –                 | –                 | –                 | –                 | 29                 | –     | 9     | 20              | 25              | 25              | –           | –           | –           | –           | 10          | 14         | –             | –             |
| Polska                  |                         |                  |                              |                 |                     |                 |                 |                   |                   |                   |                   |                    |       |       |                 |                 |                 |             |             |             |             |             |            |               |               |
| Janusz Duda             | 40                      | 58               | 46                           | 64              | 62                  | 43              | 52              | 41                | 31                | 36                | 47                | 52                 | –     | –     | –               | –               | –               | –           | –           | –           | –           | –           | –          | –             | –             |
| Piotr Fijas             | –                       | 9                | 17                           | 14              | 32                  | 15              | 14              | 25                | 24                | 22                | 25                | 27                 | –     | –     | –               | –               | –               | –           | –           | –           | –           | –           | –          | 17            | 52            |
| Tadeusz Fijas           | –                       | –                | –                            | –               | –                   | –               | –               | –                 | –                 | –                 | –                 | –                  | –     | –     | 37              | 50              | 58              | 43          | 46          | –           | –           | –           | –          | 50            | 40            |
| Jan Łoniewski           | –                       | 67               | 57                           | 41              | 58                  | 25              | 53              | 46                | 57                | 48                | 48                | –                  | –     | –     | –               | –               | –               | –           | –           | –           | –           | –           | –          | –             | –             |
| Bogdan Zwijacz          | 34                      | 37               | 42                           | 51              | 66                  | 40              | 39              | –                 | –                 | –                 | –                 | –                  | –     | –     | –               | –               | –               | –           | –           | –           | –           | –           | –          | –             | –             |
| RFN                     |                         |                  |                              |                 |                     |                 |                 |                   |                   |                   |                   |                    |       |       |                 |                 |                 |             |             |             |             |             |            |               |               |
| Andreas Bauer           | –                       | 26               | 28                           | 38              | 26                  | 23              | 46              | 27                | 9                 | 8                 | 18                | 15                 | –     | –     | 29              | 36              | 27              | 22          | 19          | 14          | –           | 54          | –          | 43            | 50            |
| Uli Boll                | –                       | 72               | 63                           | –               | –                   | –               | –               | –                 | –                 | –                 | –                 | 37                 | –     | –     | –               | –               | –               | –           | –           | –           | –           | –           | –          | –             | –             |
| Joachim Ernst           | 38                      | 70               | –                            | –               | –                   | –               | –               | –                 | –                 | –                 | –                 | 54                 | –     | –     | –               | –               | –               | –           | –           | –           | –           | –           | –          | –             | –             |
| Wolfgang Hartmann       | –                       | –                | 84                           | –               | –                   | –               | –               | –                 | –                 | –                 | –                 | –                  | –     | –     | –               | –               | –               | –           | –           | –           | –           | –           | –          | –             | –             |
| Thomas Haßlberger       | 30                      | 49               | 32                           | 56              | 44                  | 22              | 44              | 35                | 63                | 28                | 32                | –                  | –     | –     | 51              | 55              | 51              | 34          | 43          | –           | –           | –           | –          | 42            | 42            |
| Thomas Ihle             | –                       | 69               | 77                           | –               | –                   | –               | –               | –                 | –                 | –                 | –                 | –                  | –     | –     | –               | –               | –               | –           | –           | –           | –           | –           | –          | –             | –             |
| Thomas Klauser          | –                       | 11               | 30                           | 44              | 12                  | 18              | 11              | 23                | 7                 | 27                | 16                | –                  | –     | –     | 49              | 38              | 31              | 38          | 40          | 56          | 48          | 48          | 22         | 36            | 17            |
| Peter Rohwein           | 26                      | 79               | 54                           | 49              | 72                  | 54              | 45              | –                 | –                 | –                 | –                 | 59                 | –     | –     | 46              | 64              | –               | 26          | 29          | –           | –           | –           | –          | –             | –             |
| Christoph Schwarz       | 19                      | 20               | 45                           | 61              | 42                  | 50              | 35              | 53                | 45                | 45                | 43                | –                  | –     | –     | –               | –               | –               | –           | –           | –           | –           | –           | –          | 34            | 39            |
| Peter Schwinghammer     | 36                      | 60               | 55                           | –               | –                   | –               | –               | –                 | –                 | –                 | –                 | 44                 | –     | –     | –               | –               | –               | –           | –           | –           | –           | –           | –          | –             | –             |
| Wolfgang Steiert        | 10                      | 30               | 48                           | 61              | 15                  | 51              | 21              | –                 | –                 | –                 | –                 | 40                 | –     | –     | 44              | 48              | 52              | 44          | 12          | 22          | 44          | 37          | 37         | –             | –             |
| Georg Waldvogel         | 28                      | 43               | 23                           | 58              | 36                  | 45              | 48              | –                 | –                 | –                 | –                 | 27                 | –     | –     | 41              | 35              | 41              | 11          | 10          | 17          | 34          | 28          | 23         | 16            | 8             |
| Lorenz Wegscheider      | –                       | 36               | 63                           | 74              | 55                  | –               | –               | –                 | –                 | –                 | –                 | –                  | –     | –     | –               | –               | –               | –           | –           | –           | –           | –           | –          | –             | –             |
| Stany Zjednoczone       |                         |                  |                              |                 |                     |                 |                 |                   |                   |                   |                   |                    |       |       |                 |                 |                 |             |             |             |             |             |            |               |               |
| Landis Arnold           | –                       | –                | –                            | –               | –                   | –               | –               | 28                | 18                | 39                | 39                | –                  | –     | –     | 24              | 44              | 17              | –           | –           | 59          | 50          | 36          | 65         | –             | –             |
| John Broman             | –                       | –                | –                            | –               | –                   | –               | –               | 34                | 10                | 35                | 33                | –                  | –     | –     | 32              | 53              | 35              | 51          | 30          | 63          | 29          | –           | 60         | –             | –             |
| John Denney             | –                       | –                | –                            | –               | –                   | –               | –               | 26                | 16                | 33                | 44                | –                  | –     | –     | 22              | 15              | 18              | –           | –           | 28          | 10          | 25          | 26         | 39            | 28            |
| Chris Hastings          | –                       | –                | –                            | –               | –                   | –               | –               | 51                | 37                | 67                | 52                | –                  | –     | –     | –               | –               | –               | –           | –           | –           | –           | –           | –          | –             | –             |
| Jeff Hastings           | 44                      | 32               | 25                           | 19              | 14                  | 7               | 19              | 3                 | 47                | 4                 | 8                 | 34                 | 7     | 2     | –               | –               | –               | 21          | 35          | 18          | 22          | 20          | 6          | 8             | 32            |
| Mike Holland            | 22                      | 34               | 12                           | 24              | 24                  | 16              | 6               | 4                 | 11                | 9                 | 6                 | 17                 | –     | –     | 9               | 5               | 6               | 15          | 7           | 70          | 56          | 12          | 47         | 49            | 23            |
| Mark Konopacke          | –                       | –                | –                            | –               | –                   | –               | –               | 11                | 17                | 30                | 35                | –                  | –     | –     | –               | –               | –               | –           | –           | 61          | 51          | 57          | 55         | –             | –             |
| Scott Lubansky          | –                       | –                | –                            | –               | –                   | –               | –               | 52                | 51                | –                 | –                 | –                  | –     | –     | –               | –               | –               | –           | –           | –           | –           | –           | –          | –             | –             |
| Dennis McGrane          | –                       | 23               | 42                           | 48              | 18                  | 69              | 16              | 12                | 26                | 25                | 26                | –                  | –     | –     | 28              | 27              | 60              | 31          | 25          | 19          | 17          | 32          | 29         | 35            | 41            |
| Larry Olsen             | –                       | –                | –                            | –               | –                   | –               | –               | –                 | –                 | 70                | 64                | –                  | –     | –     | –               | –               | –               | –           | –           | –           | –           | –           | –          | –             | –             |
| Zane Palmer             | –                       | –                | –                            | –               | –                   | –               | –               | 30                | 23                | 51                | –                 | –                  | –     | –     | –               | –               | –               | –           | –           | –           | –           | –           | –          | –             | –             |
| Nils Stolzlechner       | –                       | –                | –                            | –               | –                   | –               | –               | 36                | 32                | 52                | 51                | –                  | –     | –     | –               | –               | –               | –           | –           | –           | –           | –           | –          | 12            | 27            |
| Jeff Volmrich           | –                       | –                | –                            | –               | –                   | –               | –               | 47                | 41                | –                 | –                 | –                  | –     | –     | –               | –               | –               | –           | –           | –           | –           | –           | –          | –             | –             |
| Reed Zuehlke            | –                       | –                | –                            | –               | –                   | –               | –               | 6                 | 22                | 31                | 17                | –                  | –     | –     | –               | –               | –               | –           | –           | 68          | 16          | 49          | 58         | 25            | 14            |
| Szwajcaria              |                         |                  |                              |                 |                     |                 |                 |                   |                   |                   |                   |                    |       |       |                 |                 |                 |             |             |             |             |             |            |               |               |
| Gérard Balanche         | –                       | –                | –                            | –               | –                   | –               | –               | –                 | –                 | –                 | –                 | 64                 | 67    | 60    | –               | –               | –               | –           | –           | –           | –           | –           | –          | –             | –             |
| Paul Egloff             | –                       | –                | –                            | –               | –                   | –               | –               | –                 | –                 | –                 | –                 | 42                 | 52    | 54    | –               | –               | –               | –           | –           | –           | –           | –           | –          | –             | –             |
| Roland Glas             | –                       | –                | –                            | –               | –                   | –               | –               | –                 | –                 | –                 | –                 | 48                 | 63    | 48    | –               | –               | –               | –           | –           | –           | –           | –           | –          | –             | –             |
| Christian Hauswirth     | 30                      | 64               | 66                           | 68              | 30                  | –               | –               | –                 | –                 | –                 | –                 | 57                 | 49    | 42    | –               | –               | –               | –           | –           | –           | –           | –           | –          | –             | –             |
| Fabrice Piazzini        | –                       | –                | –                            | –               | –                   | –               | –               | –                 | –                 | –                 | –                 | 54                 | 59    | 47    | –               | –               | –               | –           | –           | –           | –           | –           | –          | –             | –             |
| Pascal Reymond          | –                       | –                | –                            | –               | –                   | –               | –               | –                 | –                 | –                 | –                 | 39                 | 34    | 43    | –               | –               | –               | –           | –           | –           | –           | –           | –          | –             | –             |
| Olivier Schmid          | –                       | –                | –                            | –               | –                   | –               | –               | –                 | –                 | –                 | –                 | 57                 | 55    | 57    | –               | –               | –               | –           | –           | –           | –           | –           | –          | –             | –             |
| Hansjörg Sumi           | 5                       | 25               | 18                           | 7               | 52                  | –               | –               | 38                | 60                | 15                | 22                | 8                  | 12    | 30    | –               | –               | –               | 25          | 33          | 24          | 9           | 38          | 32         | 10            | 26            |
| Szwecja                 |                         |                  |                              |                 |                     |                 |                 |                   |                   |                   |                   |                    |       |       |                 |                 |                 |             |             |             |             |             |            |               |               |
| Bo Andersson            | –                       | –                | –                            | –               | –                   | –               | –               | 20                | 65                | 57                | 54                | –                  | –     | –     | –               | –               | –               | 59          | 62          | –           | –           | –           | –          | –             | –             |
| Göran Andersson         | –                       | –                | –                            | –               | –                   | –               | –               | –                 | –                 | –                 | –                 | –                  | –     | –     | –               | –               | –               | 50          | 50          | –           | –           | –           | –          | –             | –             |
| Olov Andersson          | –                       | –                | –                            | –               | –                   | –               | –               | –                 | –                 | –                 | –                 | –                  | –     | –     | –               | –               | –               | 57          | 56          | –           | –           | –           | –          | –             | –             |
| Ulf Åström              | –                       | –                | –                            | –               | –                   | 58              | 54              | –                 | –                 | –                 | –                 | 65                 | –     | –     | –               | –               | –               | 54          | 51          | –           | –           | –           | –          | –             | –             |
| Per Balkåsen            | –                       | –                | –                            | –               | –                   | –               | –               | 60                | 55                | 43                | 53                | –                  | –     | –     | –               | –               | –               | 52          | 42          | 67          | 67          | –           | –          | –             | –             |
| Jan Böklov              | –                       | –                | –                            | –               | –                   | –               | –               | –                 | –                 | –                 | –                 | –                  | –     | –     | –               | –               | –               | 55          | 47          | –           | –           | –           | –          | –             | –             |
| Krister Bratt           | –                       | –                | –                            | –               | –                   | –               | –               | –                 | –                 | –                 | –                 | –                  | –     | –     | –               | –               | –               | 56          | 61          | –           | –           | –           | –          | –             | –             |
| Anders Daun             | –                       | –                | –                            | –               | –                   | –               | –               | –                 | –                 | –                 | –                 | 62                 | –     | –     | –               | –               | –               | 46          | 53          | –           | –           | –           | –          | –             | –             |
| Jan Holmlund            | –                       | –                | –                            | –               | –                   | –               | –               | –                 | –                 | –                 | –                 | –                  | –     | –     | –               | –               | –               | 47          | 38          | –           | –           | –           | –          | –             | –             |
| Tomas Jernkrook         | –                       | –                | –                            | –               | –                   | –               | –               | 45                | 46                | 37                | 49                | –                  | –     | –     | –               | –               | –               | 27          | 37          | 50          | 73          | 29          | 52         | –             | –             |
| Christer Karlsson       | –                       | –                | –                            | –               | –                   | –               | –               | –                 | –                 | –                 | –                 | –                  | –     | –     | –               | –               | –               | 61          | 60          | –           | –           | –           | –          | –             | –             |
| Roger Karlsson          | –                       | –                | –                            | –               | –                   | –               | –               | 56                | 36                | 60                | 62                | –                  | –     | –     | –               | –               | –               | 52          | 54          | –           | –           | –           | –          | –             | –             |
| Peter Lind              | –                       | –                | –                            | –               | –                   | –               | –               | –                 | –                 | –                 | –                 | –                  | –     | –     | –               | –               | –               | 60          | 57          | –           | –           | –           | –          | –             | –             |
| Thomas Nordgren         | –                       | –                | –                            | –               | –                   | 71              | 60              | –                 | –                 | –                 | –                 | 56                 | –     | –     | –               | –               | –               | –           | –           | –           | –           | –           | –          | –             | –             |
| Åke Norman              | –                       | –                | –                            | –               | –                   | –               | –               | –                 | –                 | –                 | –                 | –                  | –     | –     | –               | –               | –               | 58          | 58          | –           | –           | –           | –          | –             | –             |
| Seppo Toivonen          | –                       | –                | –                            | –               | –                   | –               | –               | –                 | –                 | –                 | –                 | –                  | –     | –     | –               | –               | –               | 30          | 27          | 49          | 72          | 50          | 59         | –             | –             |
| Węgry                   |                         |                  |                              |                 |                     |                 |                 |                   |                   |                   |                   |                    |       |       |                 |                 |                 |             |             |             |             |             |            |               |               |
| Gábor Gellér            | –                       | 80               | 76                           | 86              | 78                  | 48              | 70              | 62                | 62                | 38                | 50                | 65                 | –     | –     | –               | –               | –               | –           | –           | –           | –           | –           | –          | 51            | 48            |
| László Fischer          | –                       | 75               | 75                           | 65              | 79                  | 53              | 41              | 43                | 52                | 49                | 36                | 51                 | –     | –     | –               | –               | –               | –           | –           | 74          | 60          | –           | –          | 53            | 46            |
| Zoltán Kelemen          | –                       | 82               | 79                           | 84              | 80                  | 61              | 66              | 66                | 61                | 71                | 68                | 62                 | –     | –     | –               | –               | –               | –           | –           | 78          | 74          | –           | –          | –             | –             |
| Tibor Nádor             | –                       | –                | –                            | –               | –                   | –               | –               | 63                | 67                | 73                | 63                | 69                 | –     | –     | –               | –               | –               | –           | –           | –           | –           | –           | –          | –             | –             |
| Włochy                  |                         |                  |                              |                 |                     |                 |                 |                   |                   |                   |                   |                    |       |       |                 |                 |                 |             |             |             |             |             |            |               |               |
| Antonio Lacedelli       | 37                      | –                | –                            | –               | –                   | –               | –               | –                 | –                 | –                 | –                 | 61                 | –     | –     | –               | –               | –               | –           | –           | 53          | 30          | –           | –          | 40            | 45            |
| Michele Masini          | 52                      | –                | –                            | –               | –                   | –               | –               | –                 | –                 | –                 | –                 | –                  | –     | –     | –               | –               | –               | –           | –           | –           | –           | –           | –          | –             | –             |
| Giampaolo Mosele        | 49                      | –                | –                            | –               | –                   | –               | –               | –                 | –                 | –                 | –                 | –                  | –     | –     | –               | –               | –               | –           | –           | –           | –           | –           | 72         | –             | –             |
| Massimo Rigoni          | 9                       | 19               | 34                           | 50              | 49                  | –               | –               | 13                | 8                 | 23                | 29                | 31                 | –     | –     | –               | –               | –               | –           | –           | 23          | 32          | 26          | 30         | 27            | 11            |
| Sandro Sambugaro        | –                       | –                | –                            | –               | –                   | –               | –               | –                 | –                 | –                 | –                 | 67                 | –     | –     | –               | –               | –               | –           | –           | 71          | 35          | –           | –          | 24            | 44            |
| Lido Tomasi             | 10                      | –                | 27                           | 17              | –                   | –               | –               | 8                 | 13                | 29                | 14                | –                  | –     | –     | –               | –               | –               | –           | –           | 11          | 12          | 17          | 50         | 18            | 16            |
| Roberto Varutti         | 44                      | 68               | 67                           | 87              | –                   | –               | –               | 36                | 42                | 45                | 61                | –                  | –     | –     | –               | –               | –               | –           | –           | 38          | 71          | –           | –          | –             | –             |
| Ivano Wegher            | 46                      | –                | –                            | –               | –                   | –               | –               | –                 | –                 | –                 | –                 | –                  | –     | –     | –               | –               | –               | –           | –           | –           | –           | –           | –          | –             | –             |
| ZSRR                    |                         |                  |                              |                 |                     |                 |                 |                   |                   |                   |                   |                    |       |       |                 |                 |                 |             |             |             |             |             |            |               |               |
| Aleksiej Borowitin      | –                       | –                | –                            | –               | –                   | –               | –               | 32                | 48                | 44                | 46                | –                  | –     | –     | –               | –               | –               | –           | –           | –           | –           | –           | –          | –             | –             |
| Władimir Czerniajew     | –                       | 44               | 36                           | 37              | 54                  | –               | –               | –                 | –                 | –                 | –                 | –                  | –     | –     | 56              | 32              | 38              | –           | –           | –           | –           | –           | –          | –             | –             |
| Walerij Karietnikow     | –                       | 39               | 61                           | 59              | 41                  | –               | –               | –                 | –                 | –                 | –                 | –                  | –     | –     | –               | –               | –               | –           | –           | –           | –           | –           | –          | 41            | 25            |
| Leonid Komarow          | –                       | 66               | 69                           | 89              | 60                  | –               | –               | –                 | –                 | –                 | –                 | –                  | –     | –     | –               | –               | –               | –           | –           | –           | –           | –           | –          | –             | –             |
| Igor Morozow            | –                       | –                | –                            | –               | –                   | –               | –               | 67                | 59                | 47                | 57                | –                  | –     | –     | –               | –               | –               | –           | –           | –           | –           | –           | –          | –             | –             |
| Siergiej Muchin         | –                       | 57               | 65                           | 70              | 75                  | –               | –               | –                 | –                 | –                 | –                 | –                  | –     | –     | –               | –               | –               | –           | –           | –           | –           | –           | –          | –             | –             |
| Siergiej Oziernych      | –                       | –                | –                            | –               | –                   | –               | –               | –                 | –                 | –                 | –                 | 43                 | –     | 11    | –               | –               | –               | –           | –           | –           | –           | –           | –          | –             | –             |
| Giennadij Prokopienko   | –                       | –                | –                            | –               | –                   | –               | –               | 18                | 28                | 53                | 31                | –                  | –     | –     | 45              | 51              | 39              | –           | –           | –           | –           | –           | –          | 26            | 12            |
| Jüri Soots              | –                       | –                | –                            | –               | –                   | –               | –               | 68                | –                 | 42                | 55                | –                  | –     | –     | –               | –               | –               | –           | –           | –           | –           | –           | –          | –             | –             |
| Aleksandr Taranow       | –                       | 74               | 58                           | 73              | 33                  | –               | –               | –                 | –                 | –                 | –                 | 46                 | –     | –     | –               | –               | –               | –           | –           | –           | –           | –           | –          | –             | –             |
| Andriej Wierwiejkin     | –                       | –                | –                            | –               | –                   | –               | –               | –                 | –                 | –                 | –                 | 50                 | –     | 18    | –               | –               | –               | –           | –           | –           | –           | –           | –          | –             | –             |

## Klasyfikacje

### Klasyfikacja indywidualna
| Źródło  | Źródło            | Źródło | Źródło |
| Miejsce | Zawodnik          | Punkty |        |
| ------- | ----------------- | ------ | ------ |
| 1.      | Matti Nykänen     | 277    |        |
| 2.      | Horst Bulau       | 260    |        |
| 3.      | Armin Kogler      | 211    |        |
| 4.      | Olav Hansson      | 186    |        |
| 5.      | Per Bergerud      | 128    |        |
| 6.      | Steinar Bråten    | 126    |        |
| 7.      | Pentti Kokkonen   | 115    |        |
| 8.      | Ole Bremseth      | 99     |        |
| 9.      | Richard Schallert | 98     |        |
| 10.     | Jari Puikkonen    | 97     |        |
| ...     |                   |        |        |

### Klasyfikacja drużynowa
| Źródło  | Źródło            | Źródło | Źródło |
| Miejsce | Reprezentacja     | Punkty |        |
| ------- | ----------------- | ------ | ------ |
| 1.      | Norwegia          | 859    |        |
| 2.      | Finlandia         | 696    |        |
| 3.      | Austria           | 581    |        |
| 4.      | Kanada            | 387    |        |
| 5.      | NRD               | 267    |        |
| 6.      | Stany Zjednoczone | 221    |        |
| 7.      | Czechosłowacja    | 147    |        |
| 8.      | Jugosławia        | 101    |        |
| 9.      | RFN               | 72     |        |
| 10.     | Włochy            | 51     |        |
| 11.     | Szwajcaria        | 46     |        |
| 12.     | Francja           | 28     |        |
| 13.     | Polska            | 12     |        |
| 14.     | ZSRR              | 9      |        |